# Liu Rushi
Pour les articles homonymes, voir Liu.
Dans ce nom chinois, le nom de famille, Liu, précède le nom personnel.
Liu Rushi (chinois : 柳如是 ; pinyin : Liú Rúshì ; 1618-1664), aussi connue comme Liu Shi, Liu Yin et Yang Yin, est une courtisane et poète chinoise de la fin de la dynastie Ming. Elle se suicide à la mort de son mari. Elle échangea de célèbres versets avec Zilong Chen, et faisait aussi de la peinture.
Elle est amie avec la courtisane Chen Yuanyuan (en), qui est la concubine de Wu Sangui.
Elle est l'une des Huit merveilles de Qinhuai (chinois : 秦淮八艳), décrit par les derniers fonctionnaires Qing. Les célèbres courtisanes de ce groupe sont Ma Shouzhen, Bian Yujing (卞玉京), Li Xiangjun (en), Dong Xiaowan (en), Gu Mei, Kou Baimen (寇白門), et Chen Yuanyuan (en).

## éducation
Elle serait née à Jiaxing avant d'être vendue par sa famille comme concubine au Premier Ministre Zhou Daodeng. À l'âge de treize ans, un scandale conduit à son expulsion de la maison de Zhou, et elle est vendue à un bordel de Suzhou. À dix-sept ans, elle a sa première grande histoire d'amour avec le peintre Tang Shuda. Déjà connue comme poète et peintre à ce jeune âge, elle rencontre Chen Zilong en 1635 et vit avec lui pendant environ un an, en quittant sa famille qui opposait à leur liaison. Après avoir quitté Chen, elle entre dans un bordel dans le district de Wujiang,,. Sa liaison avec l'artiste Wang Janming prend fin lorsque Wang omet d'assister à un rendez-vous avec elle au Rainbow Pavillon. Une autre affaire avec Song Yuanwen, un officiel du gouvernement, se termine lorsqu'elle brise son luth.

## Mariage avec Qian Qianyi

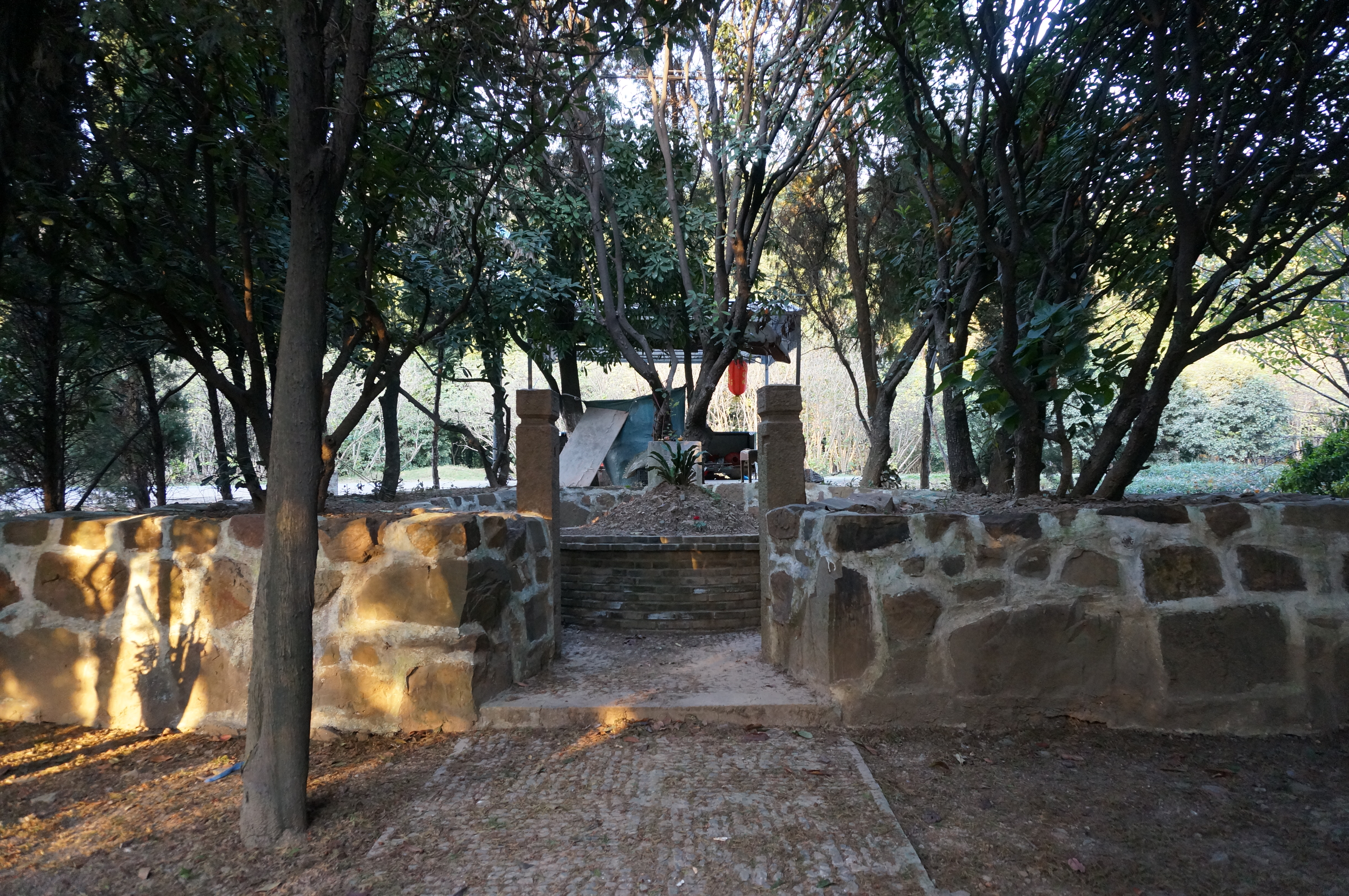
Tombeau de Liu Rushi, sur le Mont Yu, Changshu

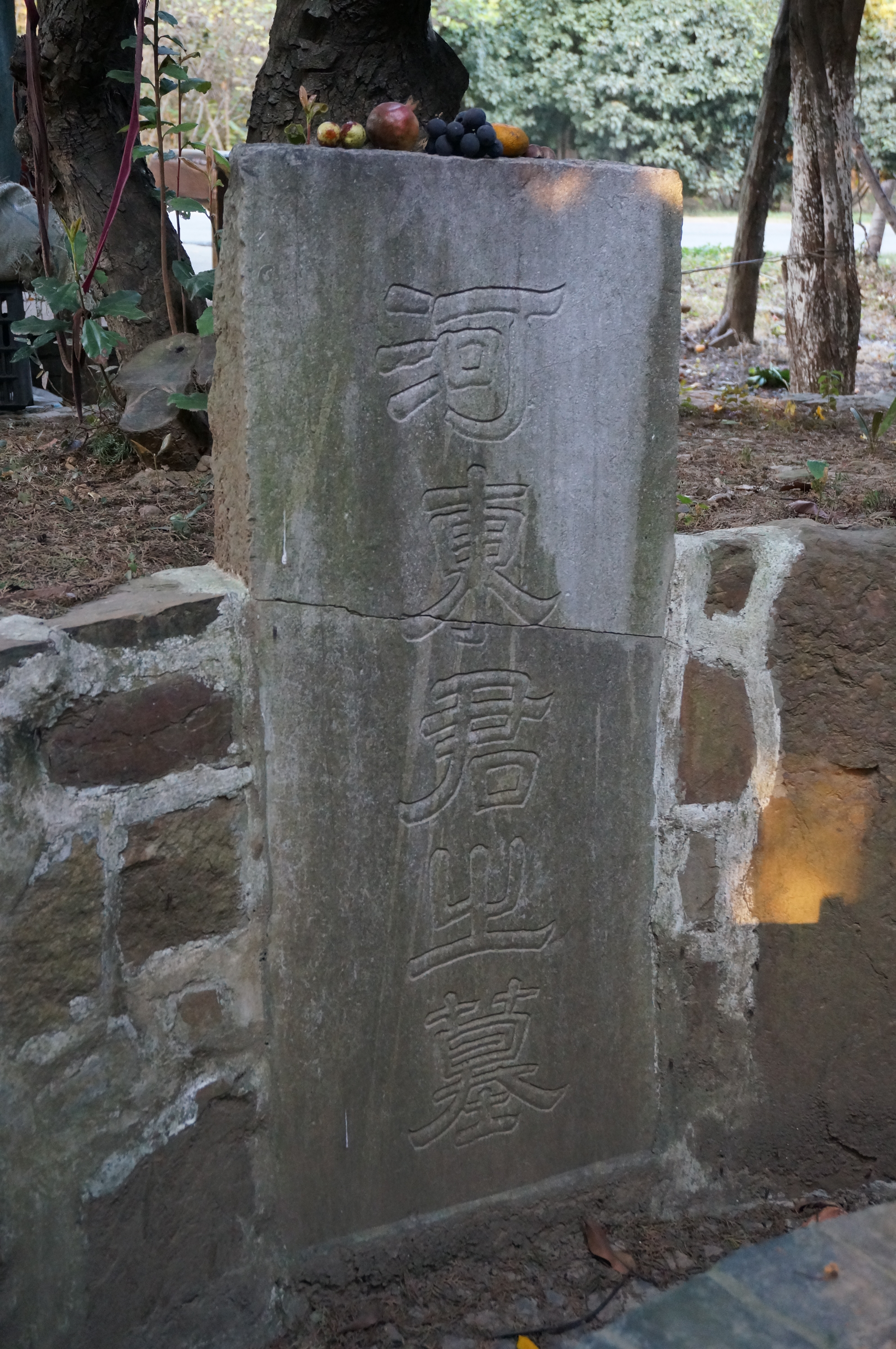
Pierre tombale

En 1640, Liu se lance dans une campagne pour épouser le savant respecté Qian Qianyi. S'habillant en hommes, elle aborde Qian et lui demande son avis sur l'un de ses poèmes,. Qian l'a prend apparemment pour un homme, mais plus tard dans l'année, il l'établit dans un ermitage qu'il a construit pour elle dans Suzhou. Ils se marient en 1641 lors d'une croisière sur la rivière ; Qian donne à son épouse le nouveau nom de Hedong,. Bien qu'il l'épouse en tant que concubine, Qian traite Liu comme son épouse principale, et ils se marient lors d'une cérémonie formelle,. Son affinité pour les habits masculins continuent après leur mariage ; elle porte des vêtements pour hommes en public et apparaît aux côtés de son mari dans des robes confucéennes (cette affectation lui vaut le surnom de rushi, « gentleman confucéen », qui concorde avec son pseudonyme Rushi).
Après l'effondrement de la Dynastie des Ming en 1644, Liu essaye de persuader son mari de se suicider et de devenir un martyr pour les Ming. Qian refuse, et décide de monter un mouvement de rébellion contre le nouveau régime des Qing. En 1648, le couple a une fille ensemble,.
Les dernières années de sa vie ont été difficiles pour Liu. En 1663, elle rejoint les Bouddhistes laïcs, en partie comme une réponse à la destruction de l'importante bibliothèque personnelle de son mari, la Crimson Cloud-Storied Hall. Après la mort de Qian en 1664, ses créanciers et ennemis tentent d'extorquer de l'argent à Liu ; leurs machinations l'a conduit finalement à se pendre.

## Poésie
Au cours de sa vie, Liu fut une prolifique poétesse en publiant quatre recueils de son travail avant l'âge de 22 ans. Sa calligraphie est appréciée pour son audace, ses coups masculins, utilisant le style « herbe folle ». Ses anthologies inclus Songs from the Mandarin Duck Chamber et Poems Drafted by a Lake, et sa poésie est publiée aux côtés de celle de son mari dans un certain nombre de ses œuvres.